# Witoldowo (województwo wielkopolskie)
Witoldowo – osada w Polsce położona w województwie wielkopolskim, w powiecie gostyńskim, w gminie Gostyń.
W okresie Wielkiego Księstwa Poznańskiego (1815-1848) miejscowość należała do wsi mniejszych w ówczesnym pruskim powiecie Kröben (krobskim) w rejencji poznańskiej. Folwark Witoldowo należał do okręgu gostyńskiego tego powiatu i stanowił część majątku Gola, którego właścicielem był wówczas (1846) Gustaw Potworowski. Według spisu urzędowego z 1837 roku folwark liczył 92 mieszkańców, którzy zamieszkiwali 6 dymów (domostw).
W latach 1975–1998 miejscowość należała administracyjnie do województwa leszczyńskiego.